# Kál
Kál är en ort i Ungern.   Den ligger i provinsen Heves, i den centrala delen av landet, 100 km öster om huvudstaden Budapest. Kál ligger 116 meter över havet och antalet invånare är 3 683.
Terrängen runt Kál är platt, och sluttar söderut. Runt Kál är det ganska tätbefolkat, med 72 invånare per kvadratkilometer. Närmaste större samhälle är Heves, 14,9 km söder om Kál. Trakten runt Kál består till största delen av jordbruksmark.